# 扎雅·洛丹喜饶
扎雅·洛丹喜饶（藏文: བྲག་གཡབ་རིན་པོ་ཆེ་, 拉丁化: Loden Sherap Dagyab，1939年—)是第九世扎雅活佛。1945年被选为西藏昌都扎雅活佛的转世灵童，同年坐床。早期在扎雅寺学经，后入哲蚌寺学习研究佛教五部大论，后在印度从事广博的佛学研究，并于1963年获得格西学位，曾任该地区西藏文化学院院长。1966年到德国波恩大学中亚所工作，从事西藏艺术和佛教造像学和宗教象征意义的研究工作。曾多次参加国际藏学研讨会，同时也在许多佛学文化中心和大学讲学。

## 主要著作
- 《西藏宗教艺术》(Tibetan Religious Art，Part 1，Wiesbaden 1977)、中文版由谢继胜译，西藏人民出版社于1989年出版
- 《西藏佛教的造像学和象征意义》(Ikonographie und Symbolik des tibetischen Buddhismus，Volume A 1，AII，1983；VolumeD，1986；  VolumeE，VolumeF，1992，共5种均由otto Harrassowitz作为Asiatische Forschungen丛书出版。)
等著作20余种。